# Samuel Rabin
Samuel Rabin (n. 20 iunie 1903, Manchester, Regatul Unit al Marii Britanii și Irlandei – d. 20 decembrie 1991, Poole, Anglia, Regatul Unit) a fost un cântăreț ce a reprezentat Regatul Unit al Marii Britanii și al Irlandei de Nord, medaliat olimpic. A participat la o ediție a Jocurilor Olimpice (1928) în care a câștigat o medalie de bronz.

## Participări
Lista de mai jos prezintă principalele competiții la care a participat Samuel Rabin de-a lungul carierei.
- wrestling at the 1928 Summer Olympics – men's freestyle middleweight[*]